# Firdausi Qadri
Firdausi Qadri (bengalisch ফিরদৌসী কাদরী Phiradausī Kādarī; geb. 31. März 1951 in Dhaka) ist eine bangladeschische Immunologin und Impfstoffforscherin, die für ihre wegweisende Arbeit zur Bekämpfung von Cholera bekannt ist. Sie leitet die Einheit für mukosale Immunologie und Impfstoffforschung am Internationalen Zentrum zur Erforschung von Durchfallerkrankungen, Bangladesh (ICDDR,B), das weltweite Bedeutung in der Choleraforschung erlangt hat.

## Leben
Qadri wurde 1951 in Dhaka geboren. Sie wuchs nach der frühen Scheidung ihrer Eltern überwiegend bei ihren Großeltern auf. Ihre Großmutter, eine Verfechterin von Bildung für Mädchen, legte großen Wert auf ihre schulische Ausbildung, was in der damaligen muslimisch geprägten Gesellschaft Bangladeschs ungewöhnlich war. Ihre Schwester, eine Ärztin, empfahl ihr ein Studium der Biochemie oder Molekularbiologie statt Medizin.
Ihre akademische Ausbildung begann sie an der Universität Dhaka, wo sie in der Tat Biochemie und Molekularbiologie studierte. Ihre Studien wurden durch den Bangladeschkrieg von 1971 zeitweise unterbrochen. Danach promovierte sie 1977 in Immunologie und Biochemie an der Universität Liverpool im Vereinigten Königreich. Obgleich sie und ihr Mann gerne in England lebten, kehrten sie 1980 zur Unterstützung des Wiederaufbaus des Landes nach Bangladesch zurück.
Qadri heiratete Syed Saleheen Qadri, ebenfalls Wissenschaftler, mit dem sie drei Kinder hat, die in Kanada und Singapur leben. Ihr Ehemann verstarb 2021.

## Wirken
Seit ihrem Einstieg 1986 beim ICDDR,B widmete sich Qadri der Erforschung und Bekämpfung von Darmkrankheiten wie Cholera, Typhus und Durchfallerregern wie Escherichia coli und Rotaviren. Ihre Arbeiten umfassen mikrobiologische, immunologische und klinische Forschungen sowie Impfstoffentwicklung und -einführung.
Qadris wichtigste Beiträge betreffen die Entwicklung und Einführung eines kostengünstigen oralen Choleraimpfstoffs. Durch umfassende klinische Studien bewies sie dessen Wirksamkeit bei Bewohnern der Slums von Dhaka. Ihre Arbeit führte maßgeblich zur Errichtung eines globalen Choleraimpfstoffvorrats, der seit 2013 besteht. Sie spielte eine wichtige Rolle bei der Notfallimpfkampagne gegen Cholera für die aus Myanmar geflohenen Rohingyaflüchtlinge 2017 in Bangladesch.
Neben ihrer Forschung gründete Qadri 2014 das Institut für die Entwicklung von Wissenschafts- und Gesundheitsinitiativen (IDESHI), eine Organisation zur Ausbildung junger Wissenschaftler und Bekämpfung vernachlässigter Gesundheitsprobleme in Bangladesch. Das Institut beschäftigt über 60 Personen, darunter 40 % Frauen, was eine ungewöhnlich hohe Zahl für Bangladesch darstellt.
Ihre Forschung erstreckte sich zuletzt auch auf Typhusimpfstoffe sowie die Einführung eines HPV-Impfstoffs in Bangladesch. Qadri setzt sich besonders für die Förderung von Wissenschaftlerinnen ein und ist Mitglied verschiedener nationaler und internationaler Beratungsgremien, darunter bei der Weltgesundheitsorganisation (WHO).
Qadri erhielt zahlreiche Auszeichnungen, darunter den Ramon-Magsaysay-Preis (2021), den L’Oréal-UNESCO-Preis (2020) und den Christophe-Mérieux-Preis (2012).